# Łuskowiec jawajski
Łuskowiec jawajski, pangolin jawajski, łuskowiec malajski, łuskowiec indochiński (Manis javanica) – ssak łożyskowy zaliczany do łuskowców.
Występuje w Azji Południowo-Wschodniej.